# Infected Mushroom
Infected Mushroom is een Israëlisch duo, dat vanaf de jaren negentig bekend werd met hun psychedelic trance, een subgenre binnen de Elektronische muziek. De leden van deze groep zijn Amit Duvdevani (Duvdev) en Erez Eizen (I.Zen). Het duo is afkomstig uit Haifa. Beide verblijven momenteel in Los Angeles. De groep werd onder meer bekend met de albums The Gathering (1999) en IM The Supervisor (2004).

## Albums
- The Gathering (1999)
- Classical Mushroom (2000)
- B.P. Empire (2001)
- Converting Vegetarians (2003)
- IM The Supervisor (2004)
- Vicious Delicious (2007)
- Legend Of The Black Shawarma (2009)
- Army of Mushrooms (2012)
- Friends On Mushrooms Vol. 2 (2015)
- Converting Vegetarians 2 (2015)
- Return to the sauce (2017)
- Head of NASA and the 2 Amish Boys (2018)
- More Than Just A Name (2020)
- IM25 (2022)

## Ep's
- Intelligate EP (1999)
- Bust a Move EP (2001)
- Classical Mushroom EP (2001)
- B.P. Empire EP (2001)
- Birthday EP (2002)
- Deeply Disturbed EP (2003)
- The Other Side EP (2003)
- Cities of the Future EP (2004)
- Stretched (2005)
- Legend Of The Black Shawarma (2007)
- Becoming Insane (2007)
- Smashing The Opponent (2009)
- Friends On Mushrooms Vol.1 (2013)
- Friends On Mushrooms Vol.2 (2013)

## Compilaties en andere tracks
Track: Artiest - Album/Compilatie
- Acid Killer: Isr-Aliens
- Angel Jonathan: Yahel - For The People
- Anyone Else But Me: Unidentified Forms of Sounds 2
- Arabian Knights On Mescaline: GMS vs. Systembusters
- Blue Rythmic Night: Space Mantra
- Baby Killer: Void Indigo
- Cat On Mushroom: Space Cats - Beam Me Up
- Classical Mushroom: Israliens 2
- Coolio Remix: Coolio EP
- Crazy D: Isr-Aliens
- Dainai: Moon
- Devil Final Rmx: Unidentified Forms Of Sound
- Dirty 80's: Psysex - Hardcore Blastoff
- Doremifas: Unidentified Forms of Sounds 3
- Double Click: Israel's Psychedelic Trance 5
- Double Click (Piano Version): Unknown Album/Compilation
- Dream Theatre: Space Mantra
- Elation Station REMIX: Intercept Sound Enforcers Vol.1
- Electro Panic: Yahel - Private Collection
- Elevation: Another Life
- Elm: Unidentified Forms Of Sound
- Evadawn: Vision quest Gathering 2002/Amphibians
- Expose: Deck Wizards - Enhanced Reality
- Facing: Magnet
- For The People: Yahel - For The People
- Gamma Goblins RMX: Hallucinogen
- Gravity Waves Rmx: Xerox - Freestyle
- I See Myself: Unusual Suspects
- Into The Matrix: Israliens 2
- Look At Me: Voojo Rituals
- Lo Ra: Life Is... Creation
- Merlin (Global Cut): Contact Clubber Vol: 1
- Millions OF Miles Away Remix: Oforia - Millions Miles Away EP
- Ministering Angels: Contact Clubber Vol: 1
- Montoya: Unidentified Forms Of Sound
- Muddy Effect: Deck Wizards - Enhanced Reality
- My Mummy Said: Space Mantra
- One Absolute: Full On 3
- Psycho Live Mix: Full On 4
- Red Filter: Full On 5
- Scotch: Voojo Rituals
- ShakawKaw Remix (VibeTribe): Un:Balanced
- Smahutta: Full On 6
- Symphonatic: Tsunami
- The End Of Infinity: Boom Bolenat
- The Fly: Psychotropic
- The Messenger: Kum Haras
- Tiwanacu: Kum Haras
- Voices: Tsunami
- Waves Of Sound: Full On 4
- Wheels Of Time: Digital Dance Of Shiva
- Where Is S: Destination Goa 7
- Wider: Future Navigators II
- LSD Story (Duvdev Rmx): GMS - The Remixes
- Now Is The Time (Duvdev Solo): Full On 7
- 9%: Heat Seekers Israeli Trance Allstars